# Batt Reef
Batt Reef è una barriera corallina al largo di Port Douglas, Shire of Douglas, Queensland, Australia.

## Geografia
Batt Reef si trova a 16°24′S 145°46′E ed è parte della Grande barriera corallina.
La barriera è lunga circa 18 chilometri per 5 km di larghezza, estesa da nordovest a sudest, dal lato settentrionale del Trinity Passage che conduce dal canale interno della Barriera, dalla Baia di Trinity all'Oceano Pacifico.
La punta nordoccidentale della barriera si trova a 15 km ad est dalle Low Islets (Isole di Low e Woody), rispettivamente a 16 chilometri ad est da Newell Beach e 11 km a nordest da Port Douglas.

## Storia
L'area ha ricevuto un alto livello di attenzione mediatica in seguito alla morte della star di The Crocodile Hunter, Steve Irwin, il 4 settembre 2006, durante le riprese di un documentario subacqueo intitolato "Ocean's Deadliest".